# Economía de las Islas Marshall
El gobierno de las Islas Marshall es el sistema empleador más grande, empleando el 30.6% en la fuerza de trabajo, por debajo del 3.4% desde 1980. PIB está derivado principalmente de los pagos que se hicieron por los Estados Unidos bajo los plazos de los enmendados Compactos de Asociación libre. Ayuda de Estados Unidos. para 60% de las Islas Marshall es de $90 millones de presupuesto. La economía combina un sector de subsistencia pequeño y un sector urbano moderno.

## Economía de subsistencia
La economía de subsistencia consta de pescar y árbol del pan, plátano, taro, y  cultivación de pandanus. En las islas exteriores, producción de copra y las manualidades proporcionan ingresos de dinero efectivo. La economía está localizada en Majuro y Ebeye. Está sostenido por gastos de gobierno y la instalación de Ejército de los Estados Unidos en el atolón Kwajalein.

## Economía moderna
El sector moderno consta de al por mayor y comercio minorista; restaurantes; bancario y seguro; construcción, reparación, y servicios profesionales; y Producción de Copra. El astel de Copra y el aceite son por lejos las exportaciones más grandes de la nación. Una planta de procesamiento del atún emplea 300 trabajadores, mayoritariamente mujeres, en $1.50 por hora, fue la actividad comercial más importante durante 100 años, ahora depende de subsidios de gobierno. Los subsidios, más una política social que una estrategia económica, la ayuda reduce migración de atolones exteriores a los densamente poblados Majuro y Ebeye.
Recursos marinos, incluyendo pesca, agricultura, el desarrollo de turismo, y agricultura, son prioridades del desarrollo del gobierno. Las Islas Marshall vende derechos de pesca a otras naciones como fuente de ingresos. En años recientes, las Islas Marshall ha empezado para ofrecer inscripciones de barco bajo la bandera de Islas Marshall. Como nación pequeña, las Islas Marshall tienen que importar una variedad ancha de bienes, incluyendo Alimentos, bienes de consumidor, maquinaria, y Derivado del petróleo

## Aceite de coco
Autoridades de poder y compañías privadas experimentan con aceite de coco como un alternativo a combustible de diésel para vehículos, generadores de poder, y barcos. Árboles de coco abundan en el Pacífico en las islas tropicales. Un litro de aceite puede ser producido del copra de 6 a 10 cocos.

## Producto doméstico bruto
PIB: - paridad de poder adquisitivo - $150 millones (2011 est.)
PIB: - índice de crecimiento real: 3% (2011 est.)
PIB: - per cápita: paridad de poder adquisitivo - $2 500 (2011 est.)
PIB: - composición por sector: agricultura 22%, industria 18%, servicios 60% (2008)
Las islas tienen pocos recursos naturales, y sus importaciones superan las exportaciones. Según la CIA, el valor de exportaciones en 2013 era aproximadamente $53.7 millones mientras estimó las importaciones eran $133.7 millones. Los productos agrícolas incluyen cocos, tomates, melones, taro, árbol del pan, frutas, cerdos y pollos. La industria está hecha de la producción de copra y elementos de oficio, procesamiento de atún y turismo. La CIA estima que el PIB en 2016 era un estimado $180 millones, con un índice de crecimiento real de 1.7% mientras el PIB per cápita era $3,300.

## Productividad de Isla del Marshall
Población abajo línea de pobreza: NA%
Ingresos de casa o consumo por participación de porcentaje:
más bajo 10% más alto 10%
Índice de inflación (precios de consumidor): 5% (2007)
Fuerza de trabajo: NA
Fuerza de trabajo - por ocupación: agricultura 48%, industria 12%, servicios 40% (2008)
Índice de paro: 8% (2011 est.)
Presupuesto: ingresos: $169.5 millones de gastos:
$112.1 millones, incluyendo gastos capitales de $19.5 millones (FY08/09 est.)
Industrias: copra, pez, turismo, elementos de oficio de concha, madera, y pearls, banca de costa afuera (embrionario)
Índice de crecimiento de producción industrial: NA%
Electricidad - producción: 114 GWh (2008)
Electricidad - producción por fuente: combustible de fósil: NA%
hydro: NA%
nuclear: NA%
otro: NA%
Electricidad - consumo: 57 GWh (1994)
Electricidad - exportaciones: 0 kWh (1994)
Electricidad - importaciones: 0 kWh (1994)
Agricultura - productos: cocos, cacao, taro, árbol del pan, frutas; cerdos, pollos
Exportaciones: $132 millones (f.o.b., 2008 est.)
Exportaciones - mercancías: pescado, aceite de coco, conchas
Exportaciones - socios: Estados Unidos, Japón, Australia, Nueva Zelanda
Importaciones: $125 millones (f.o.b., 2008 est.)
Importaciones - mercancías: Alimentos, maquinaria y equipamiento, combustibles, beverages y tabaco
Importaciones - socios: Estados Unidos, Japón, Australia, Nueva Zelanda, Guam, Singapur
Deuda - externa: $68 millones (2008 est.)
Ayuda económica: aproximadamente $40 millones anualmente de los EE.UU.
Moneda: 1 dólar de Estados Unidos (EE.UU.$) = 100 céntimos
Tipos de cambio: moneda de EE.UU. está utilizada
Año fiscal: 1 octubre - 30 septiembre